# Baudouin V de Flandre
Pour les articles homonymes, voir Baudouin V et Le Pieux.
Baudouin V de Flandre dit le pieux ou le débonnaire ou de Lille (vers 1012 à Arras - 1er septembre 1067 à Lille) est comte de Flandre de 1035 à 1067. Il est le fils de Baudouin IV de Flandre et d'Ogive de Luxembourg († 1036). Marié à Adèle de France, fille du roi Robert II de France, il est donc beau-frère de Henri Ier de France.

## Biographie
Au XIe siècle, la Flandre est vassale du royaume de France et pour une petite part (le margraviat de Valenciennes) du Saint-Empire romain germanique. Sous le principat du comte Baudouin V, le margraviat d'Ename (entre l'Escaut et la Dendre) est rattaché à cette région (1056/1059). Son territoire possède un pouvoir équivalent à celui d'un royaume et ses souverains exercent une influence considérable sur les affaires politiques de l'Europe occidentale.
Baudouin fut régent de France (1060-1066) pour son neveu par alliance le roi Philippe Ier de France.
Le futur Baudouin V est d’abord un fils turbulent, en révolte contre son père. Après son prestigieux mariage avec Adèle de France, il n’hésite pas à se mettre à la tête des barons flamands révoltés qui chassent Baudouin IV. Ramené à la soumission après l’intervention du duc Robert de Normandie et le retour de son père, il devient, après la mort de ce dernier, l’un des plus puissants vassaux du roi de France.
Il entre tout d’abord en guerre contre Thierry IV de Hollande, qui lui conteste la Zélande, pourtant attribuée à son père par l’empereur Henri II. Baudouin envahit la Frise et sort victorieux du conflit : la Zélande reste dans la mouvance du comté de Flandre.
En 1046, le comte prend parti pour Godefroid de Basse-Lotharingie dans la lutte qui l’oppose à l’empereur Henri III, qui a attribué la Haute-Lotharingie à Adalbert d’Alsace. À la suite de sa rébellion il perd le margraviat de Valenciennes, qui était attribué à Reignier de Hasnon, père de Richilde de Hainaut. Allié à Thierry IV de Hollande, il s’empare du château d’Ename et reprend Gand grâce au noble Lambert. Avec Godefroid, il se saisit même de Nimègue. Cependant, Baudouin doit se replier face aux armées de l’empereur. Le comte de Flandre fait sa soumission en 1056 à Cologne.
En 1051, Richilde de Hainaut se retrouve veuve. Alléché par la perspective de placer le Hainaut dans l’escarcelle de sa famille, Baudouin V enlève Richilde pour la destiner à son fils aîné. L’évêque de Cambrai, Lietbert, fulmine naturellement l’excommunication pour consanguinité, mais le pape Léon IX accorde une dispense et lève la sanction après quelques années: l’aîné du comte de Flandre devient le comte Baudouin Ier de Hainaut, promettant l’unification des deux comtés.
La guerre avec l’empereur se rallume ensuite, mais cette fois-ci sans Godefroid IV. Baudouin  prend Liège, détruit Thuin et pousse jusqu'à Huy. Henri III riposte en entrant en Flandre. Baudouin anime la résistance à Arques d’où, d’après la légende, il fait construire en trois nuits un immense fossé (devenu depuis le canal de Neufossé allant jusqu'à La Bassée). Ce fossé neuf s’avèrera finalement inutile, puisque Henri III, aidé de l’ancien châtelain de Cambrai, Jean de Béthune, le franchit, ravage le pays et prend Tournai (juin 1054). Plus tard, Baudouin essuie un échec devant Anvers, défendue par Frédéric de Luxembourg (1055).
C’est la mort, l’année suivante de Henri III qui permet l’arrêt du conflit. Lors de sa génuflexion à Cologne (1056) et après les négociations de paix à Andernach (1056 et 1059) la cession du margraviat d'Ename (comté d'Alost), du château de Gand, du pays de Waes et des Quatre-Métiers, ainsi que des cinq îles de la Zélande, est confirmée au profit de Baudouin V (probablement entre avril 1062 et août 1063). De plus, le mariage de Richilde de Hainaut et de Baudouin Ier est entériné, la ville de Tournai entrant sous l'autorité de Flandre.
En 1060, à la mort de son beau-frère Henri Ier, il devient tuteur du nouveau roi Philippe Ier, puis seul régent de France après le remariage de la reine Anne de Kiev. En tant que tel, il s’interdit d’accorder l’aide de la France à Guillaume le Bâtard, duc de Normandie, qui projette de conquérir l’Angleterre, mais lui accorde celle des Flamands, le futur Conquérant ayant épousé sa fille Mathilde.
Il avait marié en 1063 un autre de ses cinq enfants, Robert, à Gertrude de Saxe, lui attribuant la partie impériale du comté de Flandre. Après sa mort, le plus puissant des comtes de Flandre fut inhumé au milieu du chœur de la collégiale Saint-Pierre de Lille, ville dont il avait fait sa capitale et dont le plus ancien document écrit est une charte de dotation du comte à cette église, en tant que fondateur, par laquelle il lui donnait une ferme à Flers et les deux tiers des revenus de l'église d'Annapes (1066).
Son tombeau se trouvait dans le chœur de la collégiale Saint-Pierre de Lille mais fut détruit par un incendie en 1334. On le remplaça par une plaque de marbre gravée ainsi qu'une épitaphe avec son profil sur un des piliers du chœur. Tout disparut lors de la révolution française et la destruction totale de l'église en 1810. Son corps fut retrouvé lors de fouille en 2002[réf. nécessaire].

## Fortification, canalisations
Après son père dit « l'édificateur », Baudouin V contribue à drainer les zones humides qui entourent le portus de Valenciennes et la ville elle-même par des canaux.

Il fait aussi construire entre Saint-Omer et Aire sur la Lys une grande fortification, longue d'une quinzaine de kilomètres environ, protégée par un large  "« fossé neuf »"  (ou noeuf fossé) réalisé entre 1046 et 1054. La  levée est faite des terres extraites du fossé, lequel une fois mis en eau constitue la ligne de défense destinée à protéger une partie de ses domaines de l’empereur du Saint-Empire-Romain-Germanique Henri III, lequel s'était déjà emparé de Lille, cette tranchée a été peut-on supposer creusée sans écluses ou presque et mis en eau par l'Aa et la Lys et par plusieurs petits cours d'eau dont la Melde.
En reliant deux bassins versants riches en zones marécageuses, il coupait efficacement le nord de la France en deux parties, de Dunkerque à La Bassée sur un axe est-ouest. 
L'ouvrage initial (fossé + talus + contre fossé) - aurait été creusé sur 12 à 16 km de long, en urgence, par toute une armée et en vingt-quatre chantiers se rejoignant les uns les autres, ou en trois nuits selon la légende.

Il semble qu'il ait réellement bloqué l’avancée de l’Empereur, mais Baudouin, privé de l'aide de Godefroid IV qui lui avait antérieurement permis de résister à l'Empire ne put repousser Henri III plus au nord. Ce dernier a ravagé la Flandre plus au nord, mais il a été bloqué par la résistance organisée par Baudouin de Arques à La Bassée, derrière le « Neuf-fossé ». Henri III, aidé de Jean de Béthune (ancien châtelain de Cambrai) devra se contenter de Tournai et sa région (qu'il soumet en juin 1054) alors que Baudouin stagne devant Anvers défendue par Frédéric de Luxembourg (1055).
Un siècle plus tard, ce petit canal « de Neuf-Fossé » a été complété de petits forts défensifs dits Boulevers ou Blocus qui ont joué un rôle dans diverses batailles sur cette frontière artificielle qui séparera les provinces de Flandres au Nord-Est et d'Artois au Sud-ouest. Une garnison importante a longtemps été maintenue à Saint-Omer et Aire sur la Lys, avec sur le proche Plateau d'Helfaut une zone d'entraînement et de campement.
Un mémoire au roi fait « Au château de Renescure près St-Omer le 1er mars 1763 », par « messieurs Taverne de Boisforest, Taverne de Longehamp, tous deux ingénieurs ordinaires du Roy et Taverne de Tersud, lieutenant dans le régiment de la marine », au sujet de la partie de l’ancien canal, dit le Neuf fossé, écrit au XVIIIe siècle (alors que la construction d'un vrai canal entre Saint-Omer et Aire-sur-la-Lys a été entamée), à Renescure le décrit comme suit :

« L’ancien canal dit le Fossé Neuf dont Il est question dans le présent mémoire forme la séparation des provinces de Flandre et Artois dans la partie qui est située entre les villes de Saint- Omer et Aire. Cet ancien canal a été fait en l'année 1046 par Baudouin V, septième Comte de Flandre, pour se défendre contre les Comtes d’Artois, avec lesquels les Comtes de Flandre étaient presque toujours en guerre en ce temps. La digue ou levée de terre a été portée entièrement du côté de Flandre et cet ancien canal est actuellement en différents endroits presque comblé en partie. Le canal projeté et commencé depuis plusieurs années pour former la navigation de la rivière de l'Aa avec la rivière de la Lys, vient joindre ledit Fossé Neuf vis-à-vis de la Cense dite Verqueres ou François Armand et par suite la partie du Fossé Neuf depuis ladite Cense jusques et au-delà d’une redoute ruinée, nommée vulgairement le vieux château, n’aura dorénavant d’autre utilité que de recevoir les eaux sauvages provenant des terres qui ne manqueront pas de le combler au bout d’un certain espace de temps. 
Le terrain occupé tant par la digue ou levée de terre que par le lit de cet ancien canal, appartient à Votre Majesté qui n’en retire aucun revenu, et les laboureurs qui y ont leurs terres adjacentes s’étendent journellement en empiétant sur la digue, et même en la labourant dans les parties qui en sont susceptibles (...) Renescure, dernier village de cette contrée est bordé en partie par ce canal; sa digue et l’emplacement de la redoute ruinée, ont été pris sur la terre et la Seigneurie de Renescure qui appartient à Monsieur Taverne de Renescure, père des suppliants et demandeurs (...) »

## Union et descendance
Baudouin et Adèle ont eu trois enfants :  
- Baudouin VI, (1030 - 1070) ;
- Mathilde (1032 - 1083), reine d'Angleterre et duchesse de Normandie, mariée en 1053 à Guillaume le Conquérant ;
- Robert Ier le Frison, (1033 - 1093).